# Klaus Michael Groll
Klaus Michael Groll (* 22. Juni 1945 in Nienburg/Weser) ist ein deutscher Rechtsanwalt und Fachanwalt für Erbrecht.
Sein Spezialgebiet ist die Testamentsgestaltung.

## Wirken
Groll ist Gründer und Ehrenpräsident des Deutschen Forums für Erbrecht e.V., das er von 1996 bis 2010 als Präsident leitete. Daneben war er Direktoriumsvorsitzender der vom DFE gegründeten Europa-Akademie für Erbrecht. Er war Wissenschaftlicher Assistent an der Universität Kiel und von 1987 bis 2004 Lehrbeauftragter der Ludwig-Maximilians-Universität München für Familien- und Erbrecht. Er ist Herausgeber und Mitautor des Standardwerks Praxis-Handbuch Erbrechtsberatung, ferner Autor weiterer Bücher, von ihm selbst so bezeichneter „Erbrechtsleitfäden“ und ca. 300 Publikationen zu Recht, Rechtspolitik, Kultur, Musik, Geschichte und Philosophie. Zugleich wirkt Groll in mehreren Stiftungen als Vorstand oder Beirat, zum Beispiel als Vorstand der Dr. Erich Krüger Stiftung, deren Erträge der Technischen Universität Bergakademie Freiberg/Sachsen zugutekommen.
Groll hält Vorträge bei den „Erbrechtstagen“ des Deutschen Forums für Erbrecht e.V. sowie für viele andere Gastgeber in zahlreichen deutschen Städten. In den letzten beiden Jahrzehnten waren es rund 500 Veranstaltungen. Er ist regelmäßig Gast vieler Rundfunk- und Fernsehsender zum Thema Erbrecht und Erbschaftsteuer, unter anderem in den Sendungen ZDF-Mittagsmagazin und ZDF-Frühstücksfernsehen, WISO, „Wir in Bayern“, „Ratgeber Geld“, „Ratgeber Recht“, „Geld und Leben“, „Recht brisant“, „Stern TV“ (Günther Jauch), Bayern alpha, münchen.tv („Brennpunkt“ mit Erich Lejeune), „plusminus“ sowie Interviewpartner der Sender RTL, MDR, WDR und n24.

## Veröffentlichungen (Auszug)
- Praxis-Handbuch Erbrechtsberatung. 3. Aufl. 2010
- Vererben mit Sinn und Verstand. 8. Aufl. 2010
- Die gesetzliche Erbfolge. 2. Aufl. 2010
- Einführung in die Betriebsnachfolge. 2. Aufl. 2009
- Frauensache – Richtig erben und vererben. 2. Aufl. 2010
- In der Flut der Gesetze. 1985
- Musik – Insel der Glückseligen? – Zum Musikverständnis in einer verrechtlichten Welt. 2. Aufl. 1994